# Simployer
Simployer är ett skandinaviskt företag som erbjuder personalsystem, utbildning och expertstöd inom lagar, regler och processer till arbetsgivare. Enligt magasinet CIO Applications har Simployer vuxit och är numera en HRM-mjukvaruplattform som används av nästan 900 000 ledare och medarbetare.

## Expertis
I Sverige startade historien redan 1971, när Sune Tholin och Gunnar Larsson startade Tholin & Larsson. Företaget har sedan starten bistått yrkespersoner som arbetar med skatt, ekonomi, lön, personal och HR med utbildning och information. Företagets experter förklarar nyheter och aktuella frågor, intervjuas av media och skriver repliker.
Sedan 2015 har Tholin & Larsson varit en del av Simployer Group. 2017 och 2020 blev även HR-mjukvaruföretagen Netcompetence och &frankly delar av koncernen, 2021 förvärvades Edge HR och 2024 AlexisHR. Huvudägare är investeringsbolaget Ferd, som ägs av Andresen-familjen.